# Â
Â, â (A cu accent circumflex) este o literă care face parte din alfabetele limbilor franceză, frizonă occidentală, friulană, galeză, portugheză, română, turcă, valonă și vietnameză.

## Limba română
Â (â mare/majuscul), â (â mic/minuscul) este a treia literă din alfabetul limbii române. În limba română, Â (î din a) notează o vocală închisă centrală nerotunjită, sunet indicat și de litera Î (î din i), reprezentat în AFI prin semnul /ɨ/ (i barat), cu deosebirea că acesta este folosit doar în interiorul cuvintelor și niciodată în poziție inițială sau finală.
Istoric, această literă a fost suprimată din alfabet în anul 1953. Ea a revenit, conform deciziei din 1964, pentru a fi folosită doar în cazul derivatelor din cuvântul „român” (România, românesc etc.). În anul 1993, Academia Română a readus litera „â” în prim plan pentru a fi folosită împreună cu î pentru sunetul /ɨ/.
Tipografic, se compune din litera A cu semnul diacritic „accent circumflex” (ˆ). 
Litera Â (â mare) poate fi folosită în scrierea titlurilor cu majuscule (de exemplu:PARTEA ÎNTÂI), aceasta nefiind folosită ca inițială în nicio situație.